# Simon Vernie
Simon Vernie (8 januari 2007) is een Belgisch basketballer.

## Carrière
Vernie speelde in de jeugd van Titans Basketball Bonheiden en maakte in 2022 de overstap naar de Kangoeroes Mechelen. In het seizoen 2022/23 maakte hij zijn debuut in de BNXT League terwijl hij voornamelijk nog voor de jeugdploegen van Mechelen uitkwam. Hij speelde de volgende seizoenen telkens een wedstrijd mee met de eerste ploeg. In het seizoen 2024/25 won hij met Mechelen de BNXT-titel.

## Erelijst
- BNXT League-kampioen: 2025